# Prisilla Rivera
Prisilla Altagracia Rivera Brens (Santo Domingo, 29 dicembre 1984) è una pallavolista dominicana, schiacciatrice del Cristo Rey.

## Palmarès

### Club
- Campionato dominicano: 1

2018
- Campionato spagnolo: 3

2006-07, 2007-08, 2008-09
- Coppa della Regina: 5

2006-07, 2007-08, 2008-09, 2009-10, 2010-11
- Supercoppa spagnola: 4

2006, 2007, 2009, 2010
- Challenge Cup: 1

2014-15

### Nazionale (competizioni minori)
- Coppa panamericana 2003
- Giochi panamericani 2003
- Coppa panamericana 2004
- Coppa panamericana 2005
- Coppa panamericana 2006
- Giochi centramericani e caraibici 2006
- Coppa panamericana 2008
- Final Four Cup 2008
- Coppa panamericana 2009
- Final Four Cup 2009
- Coppa panamericana 2010
- Giochi centramericani e caraibici 2010
- Coppa panamericana 2011
- Montreux Volley Masters 2013
- Coppa panamericana 2013
- Giochi centramericani e caraibici 2014
- NORCECA Champions Cup 2015
- Coppa panamericana 2015
- Giochi panamericani 2015
- Coppa panamericana 2016
- Coppa panamericana 2018
- Giochi centramericani e caraibici 2018
- Coppa panamericana 2019
- Giochi panamericani 2019
- NORCECA Final Six 2021

### Premi individuali
- 2005 - Campionato dominicano: MVP
- 2005 - Salonpas Cup: Miglior attaccante
- 2008 - Superliga Femenina de Voleibol: MVP
- 2009 - Superliga Femenina de Voleibol: MVP
- 2009 - Campionato nordamericano: MVP
- 2009 - Coppa della Regina: MVP
- 2009 - Supercoppa spagnola: MVP
- 2010 - Coppa della Regina: MVP
- 2010 - Coppa panamericana: MVP
- 2011 - Coppa panamericana: Miglior attaccante
- 2018 - Liga de Voleibol Superior: MVP
- 2018 - Giochi centramericani e caraibici: MVP
- 2021 - Campionato nordamericano: Miglior schiacciatrice
- 2021 - NORCECA Final Six: MVP
- 2021 - NORCECA Final Six: Miglior schiacciatrice